# Alzenau
De stad en gemeente Alzenau (tot 1 januari 2007: Alzenau i.UFr.) ligt in het Landkreis Aschaffenburg in Beieren. Tot de opheffing op 1 juli 1972 was de plaats de bestuurszetel van het gelijknamige Landkreis Alzenau. De stad telt 18.525 inwoners.

## Geografie
Het gebied waarin Alzenau ligt behoort tot de oostelijke uitlopers van het Rijn-Maingebied. De meeste stadsdelen echter strekken zich uit over westelijke uitlopers van de Spessart. De gemeente kent een bosareaal van ongeveer 2600 ha en telt 85 ha aan wijngebied. In tegenstelling tot dit "groene" imago is het over de nabijgelegen snelweg (Bundesautobahn 45) een kleine moeite om snel Aschaffenburg, Hanau of Frankfurt am Main te bereiken.

### Stadsdelen
De gemeente Alzenau bestaat uit onderstaande stadsdelen:
- Alzenau
- Albstadt
- Hörstein
- Kälberau
- Michelbach
- Wasserlos

### Stedenbanden
De gemeente kent stedenbanden met:
- Pfaffstätten (Oostenrijk), voortzetting van de stedenband van de voormalige gemeente Hörstein
- Sint-Oedenrode (Nederland)
- Thaon-les-Vosges (Frankrijk)

## Geschiedenis
De plaats wordt in 950 voor het eerst schriftelijk vermeld als Wilmundsheim. In de 12e eeuw ontvingen zowel Wilmundsheim en het naburige Somborn het zogenaamde Freigericht (de rechtspraak over alle vrije inwoners van een plaats). Tussen 1395 en 1399 werd de Burcht van Alzenau gebouwd, van hieruit werden de belangen van de aartsbisschop van Mainz behartigd. In 1401 verkreeg Wilmundsheim zowel Stads- als Marktrechten.
Vanaf 1500 werd Alzenau voor meer dan 200 jaar een condominium onder de gezamenlijke heerschappij van het Keurvorstendom Mainz en de graven van Hanau. In 1740 werd het oude Freigericht gedeeld en werd Alzenau in zijn geheel toegevoegd aan het Keurvorstendom. In 1816 verkreeg Beieren grote delen van het Keurvorstendom Mainz en sindsdien behoort ook de stad Alzenau tot Beieren.
In 1862 werd Alzenau tot hoofdplaats van het gelijknamige district verkozen. In 1898 verkreeg de plaats aansluiting op het spoorwegnet. In 1951 werden aan Alzenau opnieuw (nu door de Vrijstaat Beieren) stadsrechten verleend.
Ter voorbereiding op de gemeenterlijke herindeling die in 1972 gestalte kreeg werden de districten Alzenau en Aschaffenburg eveneens in 1972 samengevoegd. De gemeenten Albstadt, Kälberau en Wasserlos werden in datzelfde jaar toegevoegd aan de gemeente Alzenau. De huidige omvang van Alzenau werd veroorzaakt door een nieuwe gemeentelijke herindeling (in 1975) door samenvoeging van de gemeente met de voordien zelfstandige gemeenten Hörstein en Michelbach.

## Economie
In Alzenau en de stadsdelen hiervan wordt niet alleen bos- en wijnbouw bedreven. De gemeente telt daarnaast een hoog aantal High-Tech ondernemingen.
In 1999 werd Alzenau onderscheiden met de prijs Wirtschaftsfreundliche Gemeinde. De prijs wordt uitegereikt door het Beierse ministerie voor Economie, Verkeer en Technologie.

## Verkeer
Alzenau telt momenteel twee afritten van de Bundesautobahn 45. Een nieuwe afrit is in studie. De Kahlgrundbahn verbindt de plaats met de stations in Kahl am Main en Hanau. De diverse stadsdelen worden bedeiend met een stadsbusnetwerk.

## Bezienswaardigheden
- Burcht van Alzenau
- Barokke parochiekerk gewijd aan St. Justinus
- Schlot Maisenhausen
- Bedevaartskerke Kälberau
- Historische Weinberge
- Schlot te Wasserlos (nu het districtsziekenhuis)
- Solarparcours
- Panoramatoren en café op de Hahnenkamm
- Joods kerkhof tussen Hörstein en Wasserlos (een van de grootste in het district Aschaffenburg)
- Parochiekerk van Hörstein
- Burgstall Randenburg

## Regelmatige festiviteiten
- Stadsfeest rondom de burcht
- Oktober-November: Fränkische Musiktage
- December: kerstmarkt

## Geboren
- Heiko Westermann (1983), voetballer
- Svenja Huth (1991), voetbalster